# Onderwijsbelastingseenheid
Onderwijsbelastingseenheden (OBE’s) zijn puntengewichten die aan verschillende opleidingen in het hoger onderwijs in Vlaanderen toegekend worden voor de berekening van de financiering.
Volgens de memorie van toelichting van het financieringsdecreet corresponderen OBE's met de inspanningen die de instellingen in de verschillende studiegebieden moeten leveren en de middelen die zij moeten inzetten om een studiepunt in rekening te brengen. Deze punten weerspiegelen tot op zekere hoogte de kostprijsverschillen van de onderwijsactiviteiten in de verschillende disciplines te wijten aan laboratoriumuitrusting, extra assisterend personeel voor praktische oefeningen, materiaalkosten enzovoort.
Op 14 maart 2008 keurde het Vlaamse parlement het financieringsdecreet goed. Het financieringsmodel van het hoger onderwijs werd hierdoor fundamenteel gewijzigd. Het vorige model bevatte zeer veel historische parameters in de berekening van de totale enveloppe die aan een instelling werd toegekend. In het nieuwe model zijn instroom, doorstroom en uitstroom van studenten, gecorrigeerd aan de hand van een OBE doorslaggevend. Hierdoor is het vast gedeelte van de enveloppe sterk afgenomen. Het variabel deel is veel belangrijker geworden en de doorwerken van de OBE hierdoor ook.
Aan de universiteit gelden traditioneel volgende OBE's:
- 1 voor opleidingen uit de humane wetenschappen
- 2 voor positieve wetenschappen
- 3 voor biomedische wetenschappen

Alleen Geneeskunde en Tandheelkunde hebben uitzonderlijk hoge OBE's (tussen 3,9 en 4,2, afhankelijk van het feit of het om een bachelor- dan wel masteropleiding gaat).
Voor professionele opleidingen (hogescholen) zijn de OBE's anders verdeeld.
- 1,6 De hoogste OBE is toegekend aan
  - de lerarenopleidingen (kleuter, lager en secundair onderwijs)
  - opleidingen in de gezondheidszorg (verpleegkunde en vroedkunde, bv.)
- 1,4 Sociaal-agogische opleidingen (sociaal assistent, opvoeder-begeleider, psychologisch assistent)
- 1,2 Technologische opleidingen van het studiegebied Industriële wetenschappen en Technologie
- 1,0 Opleidingen van het studiegebied Handelswetenschappen en Bedrijfskunde
  - Bedrijfsmanagement (met accountants, logistiek managers,…)
  - Office Management
  - Toegepaste informatica en Informaticamanagement